# Taupont
Taupont é uma comuna francesa na região administrativa da Bretanha, no departamento Morbihan. Estende-se por uma área de 28,95 km². Em 2010 a comuna tinha 2 279 habitantes (densidade: 78,7 hab./km²).